# Apronopa haeselbarthi
Apronopa haeselbarthi är en stekelart som beskrevs av Van Achterberg 1980. Apronopa haeselbarthi ingår i släktet Apronopa och familjen bracksteklar. Inga underarter finns listade i Catalogue of Life.